# Jindřich Sup z Fulštejna
Jindřich Sup z Fulštejna († 7. června 1538, podle jiných zdrojů kolem roku 1523) byl německý římskokatolický kněz, kanovník olomoucké kapituly, od 8. srpna 1505 pomocný biskup vratislavský (jako titulární biskup nikopolský) a od roku 1506 údajně také pomocný biskup olomoucký. Měl dva bratry Jiřího a Václava, s nimiž se roku 1479 ujal držby manství po svém otci Vilémovi z Fulštejna. Byl pohřben v bohušovském kostele sv. Martina.